# Krakaudorf
Krakaudorf ist ein Dorf in den Schladminger Tauern in der Steiermark wie auch Ortschaft und Katastralgemeinde der Gemeinde Krakau im Bezirk Murau. Die Ortschaft hat 604 Einwohner (Stand: 1. Jänner 2024).

## Geografie
Krakaudorf ist der Hauptort des Krakautals, eines Hochplateaus, das sich zwischen Schladminger Tauern und Murbergen in ost-westlicher Richtung erstreckt und etwa 1400 Einwohner hat. Auf der Nordseite des Plateaus liegt nordwestlich von Krakaudorf die Ortschaft Krakauhintermühlen, westlich, auf der Südseite des Plateaus, an der Salzburger Landesgrenze die Ortschaft Krakauschatten.

## Geschichte
Krakaudorf gilt als eine der ältesten Siedlungen des Rantentales, gehörte aber vom Mittelalter bis ins 16. Jahrhundert hinein auch dem Namen nach zum Siedlungsraum Lessach. Ab dem 13. Jahrhundert war das Gebiet der Gerichtsbarkeit der Liechtensteiner unterstellt. Die Aufhebung der Grundherrschaften erfolgte 1848. Die Ortsgemeinde als autonome Körperschaft entstand 1850. Nach der Annexion Österreichs 1938 kam die Gemeinde zum Reichsgau Steiermark, 1945 bis 1955 war sie Teil der britischen Besatzungszone in Österreich.

## Ehemalige Gemeinde
Krakaudorf war eine bis 31. Dezember 2014 selbständige Gemeinde im Gerichtsbezirk Murau.
Seit 1. Jänner 2015 ist sie im Rahmen der steiermärkischen Gemeindestrukturreform mit den Gemeinden Krakauhintermühlen und Krakauschatten zur Gemeinde Krakau zusammengeschlossen.
Letzter Bürgermeister war bis Ende 2014 Manfred Eder (ÖVP). Der mit Ende 2014 aufgelöste Gemeinderat setzte sich nach den Wahlen von 2010 wie folgt zusammen:
- 5 ÖVP
- 4 SPÖ

### Wappen
| Wappen von Krakaudorf | Blasonierung: „In Silber über einer schwarzen Krähe erhöht balkenförmig eine rote Königskrone beseitet von je einem Stern in Schattenfarbe.“                               |
| Wappen von Krakaudorf | Die Verleihung des Gemeindewappens erfolgte mit Wirkung vom 1. August 1981. Wegen der Gemeindezusammenlegung verlor dieses mit 1. Jänner 2015 seine offizielle Gültigkeit. |

## Kultur und Sehenswürdigkeiten

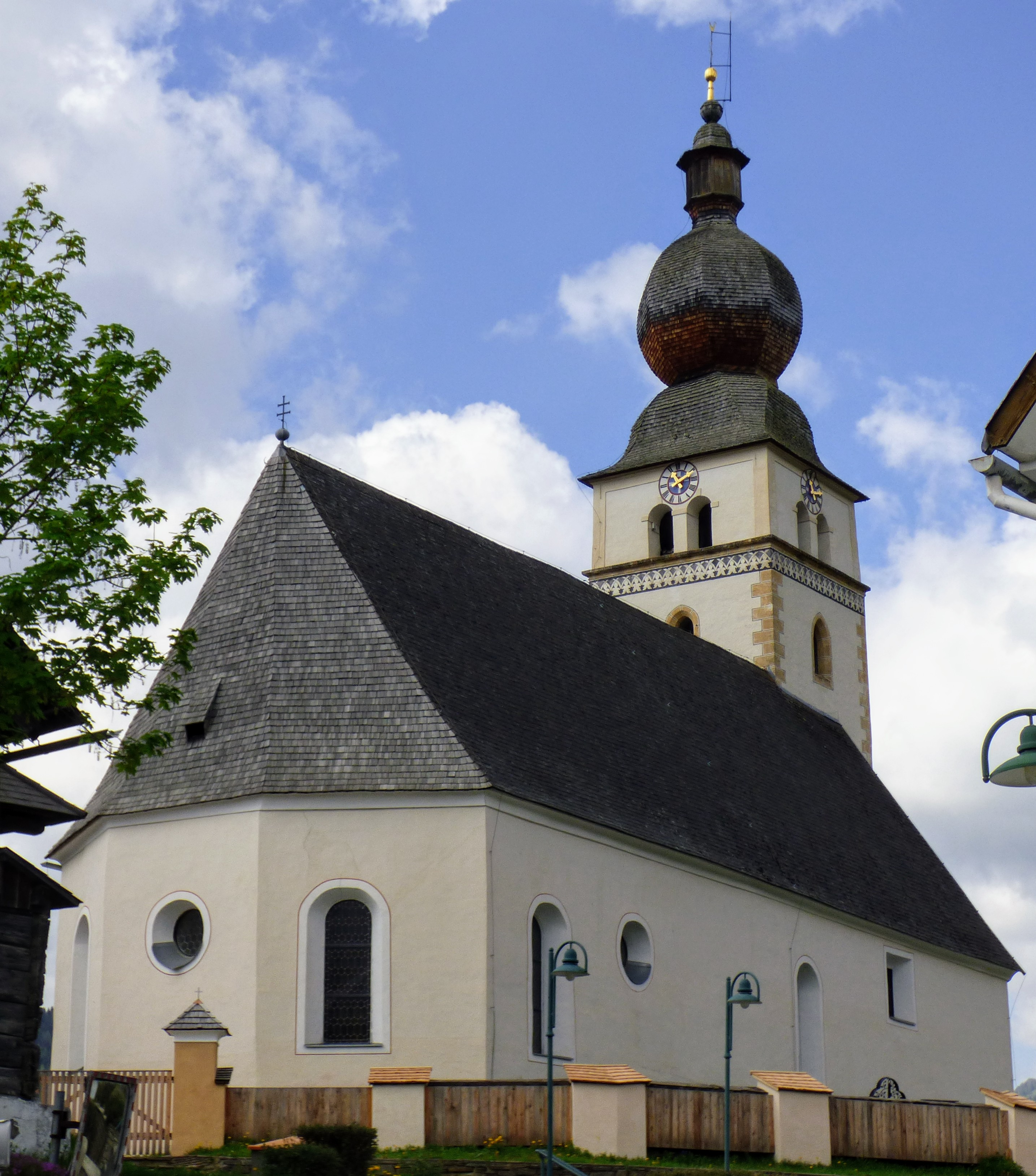
Pfarrkirche Krakaudorf

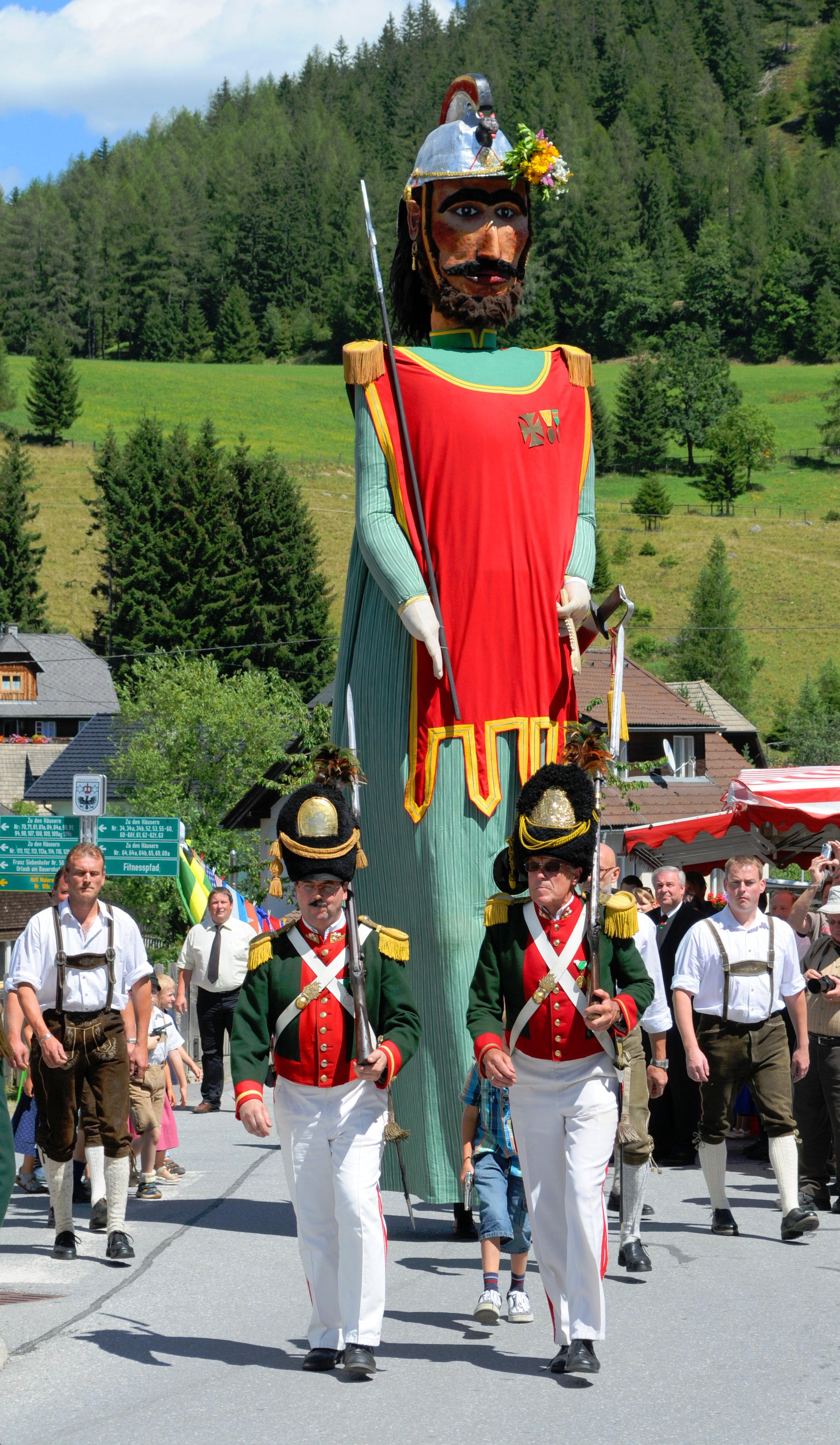
Der Samson von Krakaudorf

- Katholische Pfarrkirche Krakaudorf hl. Oswald
- Katholische Filialkirche St. Ulrich am Hollerberg
- Zu den Sehenswürdigkeiten gehören die Berglandschaft, kleine Kapellen (u. a. mit dem „steirischen Herrgott“), Seen und der Günster Wasserfall, der mit einer Fallhöhe von 65 Metern der höchste Wasserfall in der Steiermark ist.
- Brauchtum und Tradition spielen eine große Rolle im Jahresablauf. Jedes zweite Jahr im Februar kehren am „Damisch Mountog“ (Rosenmontag) die Faschingrenner wieder; ein lauter Umzug von Haus zu Haus von etwa 50 Personen mit Spitzhüten, gefolgt von einer Handelsmeute mit Pferd, Rossknecht, Schinder, Schmied usw. Der Ursprung dieses Brauches geht auf die Knappen zurück, die vor rund 200 Jahren im Bischofsloch des Prebers (2740 m) Silber abbauten. Den kreisförmigen Tanz, das Radl oder Kranzl führten diese Bergleute zum ersten Mal auf.
- Zu Ostern brennen an vielen Stellen im Tal zum Teil bis zu zwölf Meter hohe gezimmerte Osterfeuer. Am ersten Sonntag im August wird der Oswaldisonntag gefeiert. Das Kirchweihfest zu Ehren des Heiligen Oswalds beginnt mit einem Prozessionszug durch Krakaudorf, dabei tragen die Mädchen geschmückte Marienstatuen, die Buben den Heiligen Oswald durch das Dorf. Am Nachmittag hat der Samson samt Schützengarde seinen Auftritt.

## Persönlichkeiten
Ehrenbürger
- 1982 Franz Wegart (1918–2009), Landeshauptmann-Stellvertreter
- 1989 Med.Rat. Dr. Franz Essl (1919–1993), Distriktsarzt

In Krakaudorf geboren
- Friedrich Kocher (1879–1958), Ökonomierat und Politiker

## Medien
- Ludwig Ott: Das Steirer Faschingsrennen. Ein Winterbrauch in der Krakau. Bayerisches Fernsehen. Unter unserm Himmel, 26. Februar 2006 (weblink) (Memento vom 30. September 2007 im Internet Archive)